# Saint-Chels
Saint-Chels (occitanisch: Sanch Èl) ist eine südfranzösische Gemeinde mit 142 Einwohnern (Stand 1. Januar 2022). Sie liegt in der Kulturlandschaft des Quercy im Département Lot in der Region Okzitanien.

## Lage
Saint-Chels liegt zwischen den Flüssen Lot und Célé in einer Höhe von ca. 350 Metern ü. d. M. am südwestlichen Rand des Zentralmassivs. Die nächste Stadt, Figeac, ist etwa 25 Kilometer (Fahrtstrecke) in nordöstlicher Richtung entfernt.

## Bevölkerungsentwicklung
| Jahr      | 1962 | 1968 | 1975 | 1982 | 1990 | 1999 | 2006 | 2018 |
| Einwohner | 150  | 151  | 149  | 143  | 138  | 139  | 148  | 141  |

Im 19. Jahrhundert hatte der Ort zeitweise mehr als 500 Einwohner. Infolge der Reblauskrise im Weinbau und der Mechanisierung der Landwirtschaft ging die Einwohnerzahl seitdem kontinuierlich bis auf den Tiefststand der letzten Jahrzehnte zurück.

## Wirtschaft
Im Haut-Quercy wurde die Landwirtschaft in erster Linie zur Selbstversorgung betrieben, zu der bis ins 19. Jahrhundert hinein auch der Weinbau gehörte, der aber nach der Reblauskrise nahezu gänzlich aufgegeben wurde. Heute spielt – neben der Vieh- und Geflügelzucht – der Tourismus in Form der Vermietung von Ferienwohnungen (gîtes) eine große Rolle im Wirtschaftsleben der Gemeinde.

## Geschichte
Mehrere neolithische Großsteingräber (dolmen) in der Umgebung lassen darauf schließen, dass die Gegend bereits im 4. Jahrtausend v. Chr. besiedelt war. Im Mittelalter und in der frühen Neuzeit war Saint-Chels Bestandteil der Grundherrschaft (seigneurie) von Larnagol. Im Hundertjährigen Krieg (1337–1453) wurde der Ort wiederholt von englischen Truppen belagert.

## Sehenswürdigkeiten
- Mehrere megalithische Grabanlagen sind in der waldreichen Umgebung zu finden. Aufgrund des verwendeten Kalksteins sind die meisten jedoch bereits arg verwittert und teilweise eingestürzt. Mehrere dieser jungsteinzeitlichen Bauten können auf einem etwa zehn Kilometer langen Rundwanderweg erkundet werden; einige von ihnen wurden in den Jahren 1988/89 als Monuments historiques anerkannt.[1][2][3][4]

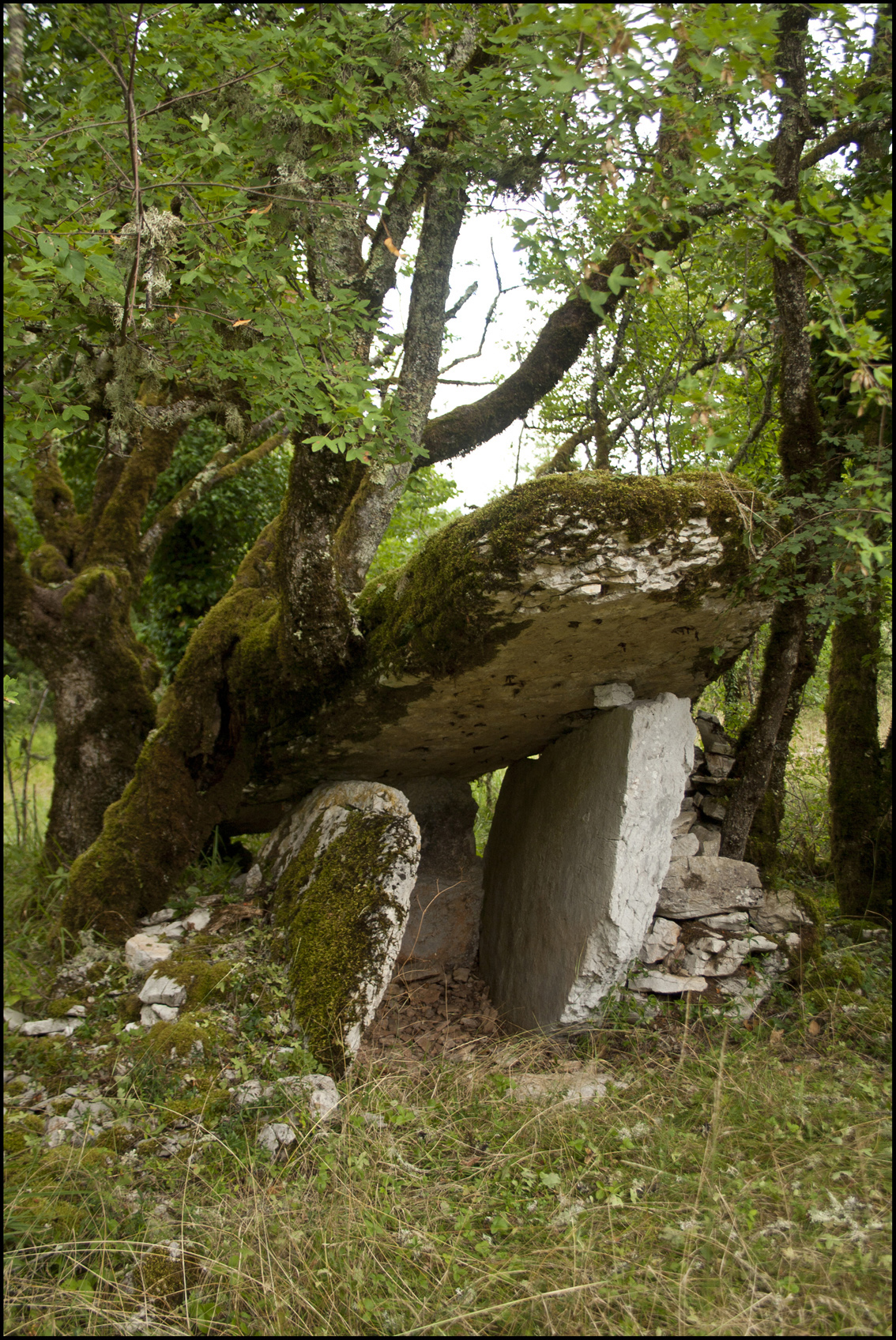
Dolmen des Agars
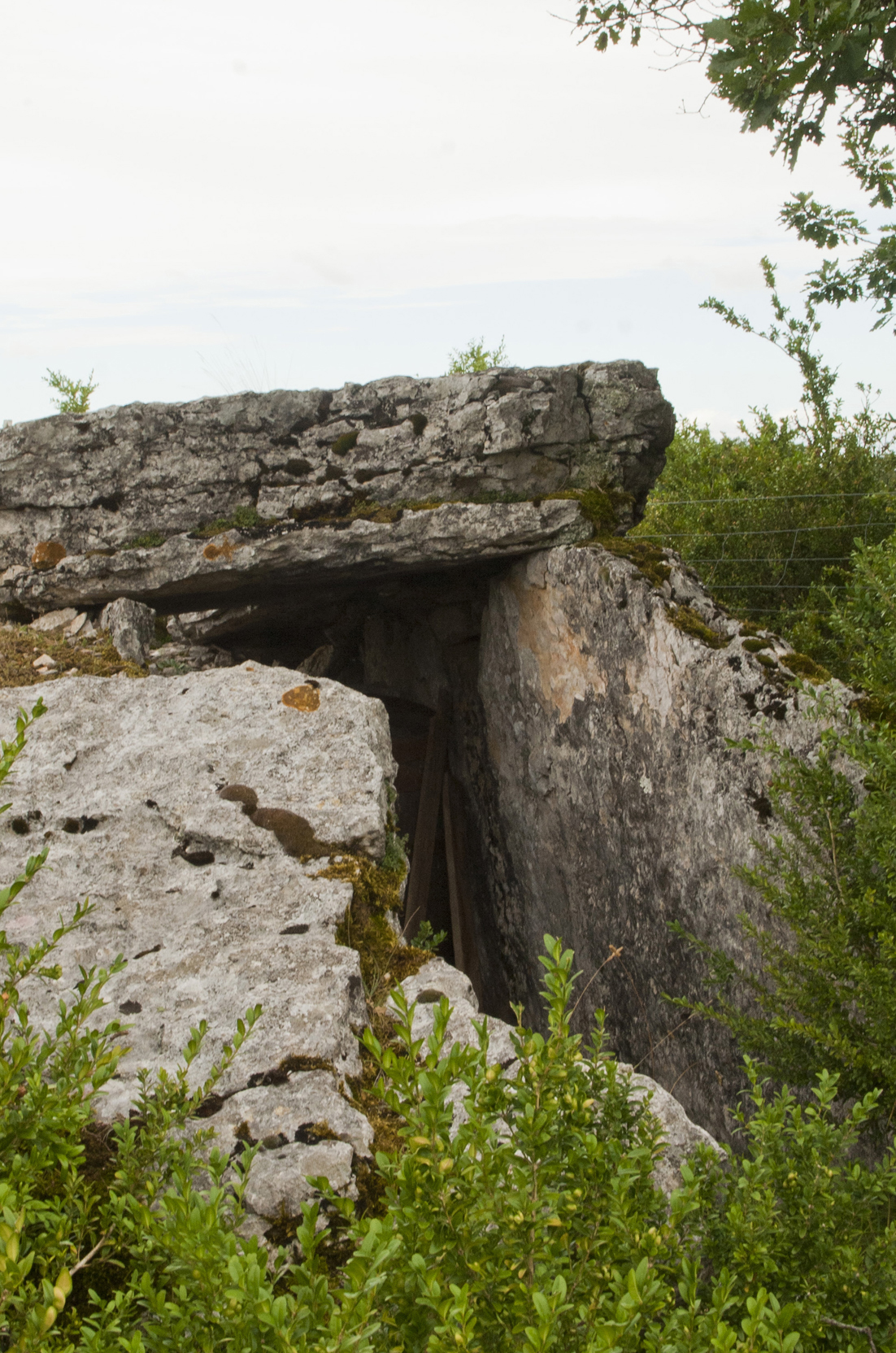
Dolmen du Mas de Pezet
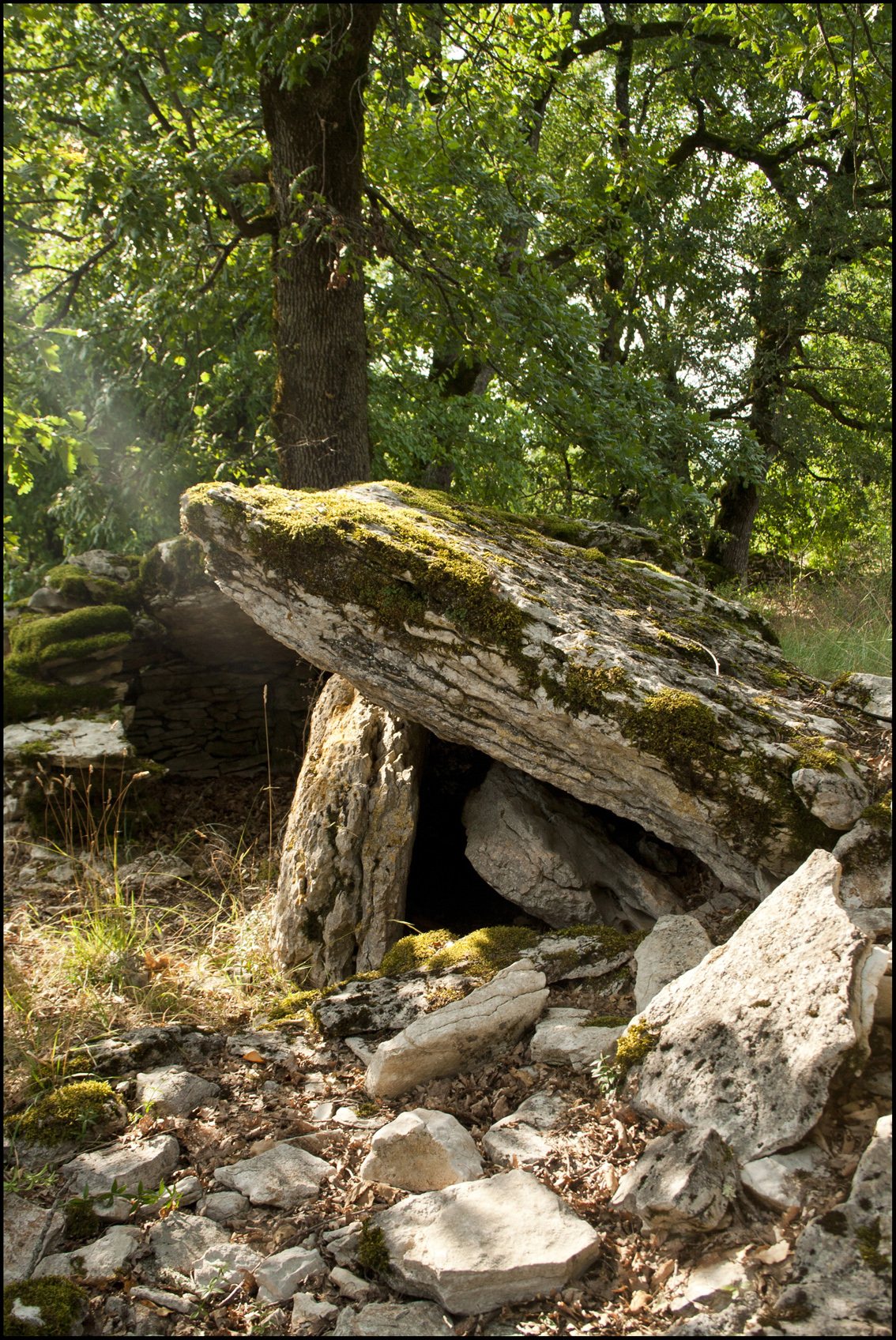
Dolmen du Pech d’Agaïo

- An einigen Feldrändern stehen Steinhütten (caselles) aus Trockenmauerwerk.
- Die örtliche Pfarrkirche wurde im 19. Jahrhundert erbaut.